# دوران باستان پسین

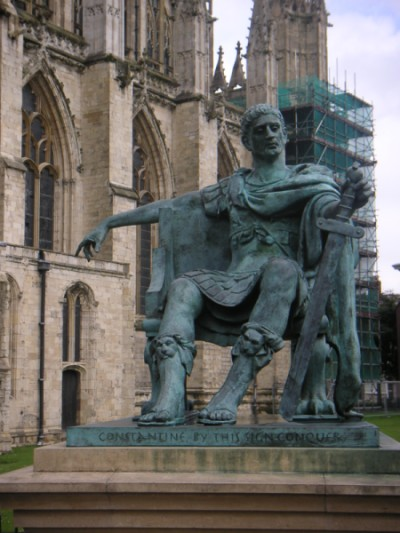
مجسمهٔ کنستانتین بزرگ در یورک، جایی که او در سال ۳۰۶ میلادی امپراتوری خود را اعلام کرد.

دورانِ باستانِ پسین یا دورانِ باستانِ متأخر (به انگلیسی: Late Antiquity) دوران تاریخی بین اروپای دوران باستان و قرون وسطی در اروپا و مدیترانه است. مرز زمانیِ دقیق این دوره مورد بحث است، ولی معمولاً بازهٔ زمانی بین سده‌های ۲ تا ۸ میلادی برای این دورهٔ تاریخی در نظر گرفته می‌شود. این دوره، از پایان بحران قرن سوم امپراتوری روم آغاز شده و تا سازمان‌دهی دوبارهٔ امپراتوری روم شرقی تحت رهبری هراکلیوس و فتوحات مسلمانان در اواسط سدهٔ ۷ میلادی ادامه می‌یابد.